# New Morgan
New Morgan es un borough ubicado en el condado de Berks en el estado estadounidense de Pensilvania. En el año 2000 tenía una población de 35 habitantes y una densidad poblacional de 2 personas por km².

## Geografía
New Morgan se encuentra ubicado en las coordenadas 40°10′50″N 75°52′14″O / 40.18056, -75.87056.

## Demografía
Según la Oficina del Censo en 2000 los ingresos medios por hogar en la localidad eran de $45,250 y los ingresos medios por familia eran $53,750. Los hombres tenían unos ingresos medios de $45,250 frente a los $22,500 para las mujeres. La renta per cápita para la localidad era de $27,769. Alrededor del 0% de la población estaba por debajo del umbral de pobreza.